# Nyboder Plads
Nyboder Plads er en plads beliggende mellem Suensonsgade, Kronprinsessegade og Hjertensfrydsgade i kvarteret Nyboder i Indre By i København.
Pladsen er brolagt og udstyret med bænke i siderne samt indhegning ud mod de tilstødende gader. Ud mod Hjertensfrydsgade er der desuden opsat et skilt om Nyboder. Der er ingen beplantning, udover hvad der vokser ud fra gården mellem Suensonsgade og Hjertensfrydsgade. Der er ingen, der har adresse på pladsen, for bygningerne omkring pladsen, overvejende klassiske gule Nyboderhuse, har alle adresser til de tilstødende gader. Til gengæld bruges selve pladsen til forskellige aktiviteter så som loppemarkeder.
Pladsen blev navngivet 1. maj 2015 og er opkaldt efter kvarteret, som den ligger i, og som blev grundlagt af Christian 4. i 1631. Baggrunden for navngivningen var en henvendelse fra Nyboder Beboerforening om, at den hidtil navnløse plads blev kaldt for Nyboder Plads eller Nyboder Torv. Foreningen begrundede det med, at pladsen benyttes til en række lokale aktiviteter, og at en navngivning ville styrke det lokale engagement. Vejnavnenævnet fandt, at navnet Nyboder Plads passede naturligt ind i området, og indstillede det derfor til Københavns Kommunes Teknik- og Miljøudvalg. Ingen adresser ville berørt af ændringer, og de økonomiske konsekvenser var begrænset til nye vejnavneskilte. Under en høring var der kommet svar fra beboerforeningen og Indre By Lokaludvalg, der ikke havde nogen indvendinger. På den baggrund godkendte Teknik- og Miljøudvalget det nye navn på sit møde 16. marts 2015 uden afstemning.